# Paragryllacris combusta
Paragryllacris combusta är en insektsart som först beskrevs av Gerstaecker 1860.  Paragryllacris combusta ingår i släktet Paragryllacris och familjen Gryllacrididae. Inga underarter finns listade i Catalogue of Life.